# Helianthemum tholiforme

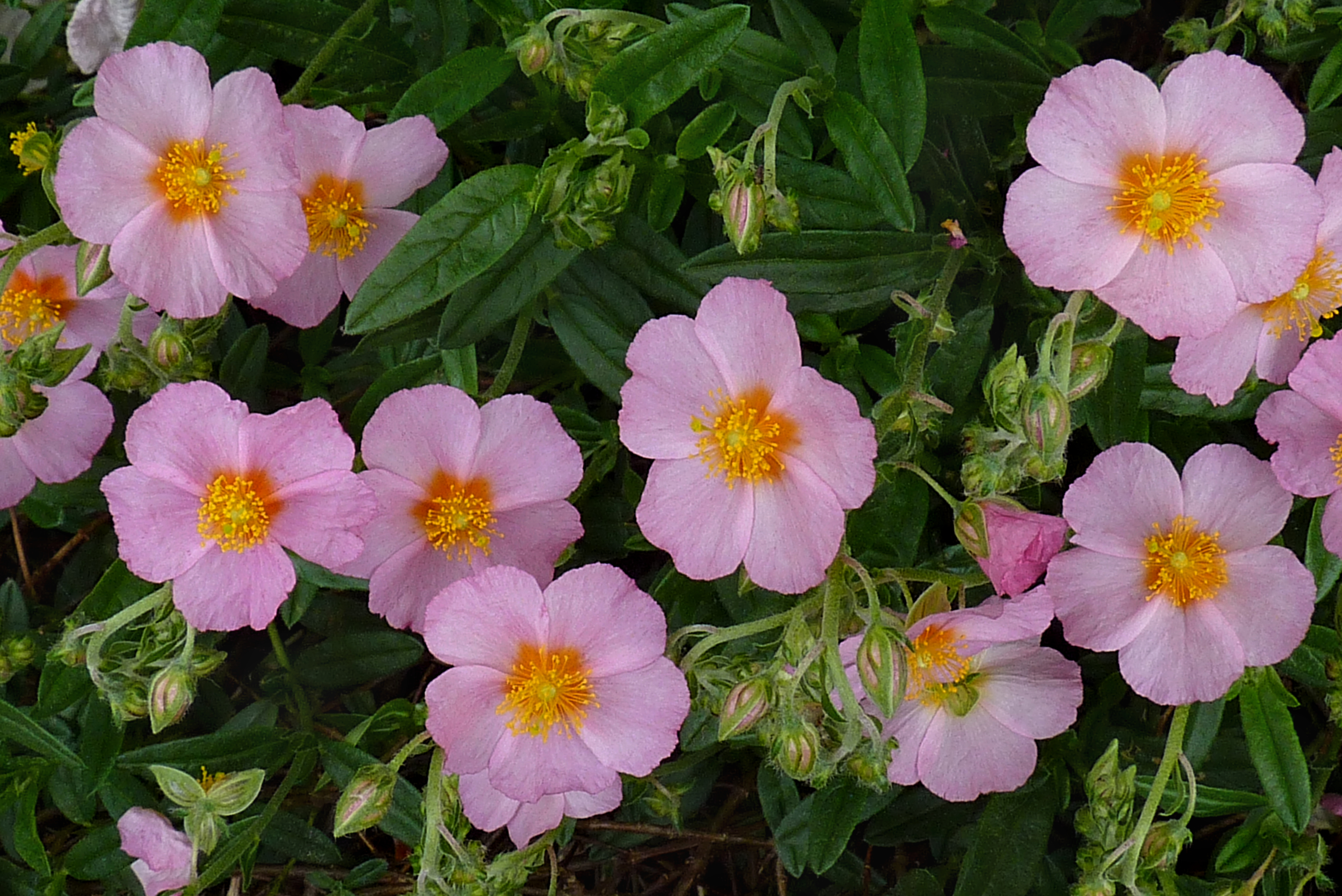
Un ejemplo de cultivar: Helianthemum cv. Lawrenson's Pink

La lajarilla de Gran Canaria (Hellianthemum tholiforme) es una especie endémica de la isla de Gran Canaria que suele encontrarse en torno a los pinares de los municipios de Agüimes, San Bartolomé de Tirajana, Mogán, Artenara y Agaete.

## Descripción
Se trata de un arbusto de hasta 35 cm de alto. Tallos y hojas con indumento denso, de pelos blancos patentes. Hojas pequeñas, lanceoladas a ovadas; estípulas de 2-3 mm de largo, triangulares o lanceoladas. Inflorescencia densa, de hasta 20 flores de 1 cm de diámetro. Pétalos amarillos usualmente con una mancha oscura naranja-marrón en la base. Fruto en cápsula pubescente, de 4-5 mm.

## Distribución y hábitat
Endemismo grancanario con 6 poblaciones en torno a los pinares de los municipios descritos anteriormente. Presenta preferencia por los andenes o coluviones de ladera con suficiente suelo, apareciendo raramente en fisuras o paredones, estando asociada a las comunidades del pinar. 
Como acompañantes comunes cabe citar el Cistus symphytifolius, Pinus canariensis, Argyranthemum adauctum, Micromeria benthamii, Lotus holosericeus y Bupleurum salicifolium.

## Biología
Caméfito o, excepcionalmente, nanofanerófito, leñoso, de porte almohadillado, polinización entomófila generalista por insectos visitantes y florícolas y dispersión anemócora muy limitada o pasiva, generalmente cercana a la planta madre. Efecto alelopático de los individuos adultos como inhibidor de la germinación del banco de semillas del suelo. 
Presenta tendencia a comportarse como sicci-caducifolia, en respuesta a la estación seca. El recambio generacional se da generalmente de forma sincrónica, dando lugar a un crecimiento poblacional en cohortes. Las semillas pueden permanecer en las cápsulas durante algunos meses.

## Amenazas
Especie de pobre estrategia reproductiva, amenazada por competencia vegetal natural. Su hábitat está expuesto a incendios, desprendimientos y sequías. Todas las poblaciones se encuentran dentro del algún espacio protegido: Monumento natural del barranco de Guayadeque (LIC), Parque natural de Pilancones (LIC), Paisaje protegido de Fataga, Monumento natural de Tauro (LIC) y el Parque natural de Tamadaba (LIC).
Sus hábitats están registrados en la Directiva 92/43/CEE. Existe material cultivado y semillas depositadas en el Banco de germoplasma del Jardín Botánico Viera y Clavijo.